# 康樂隧道

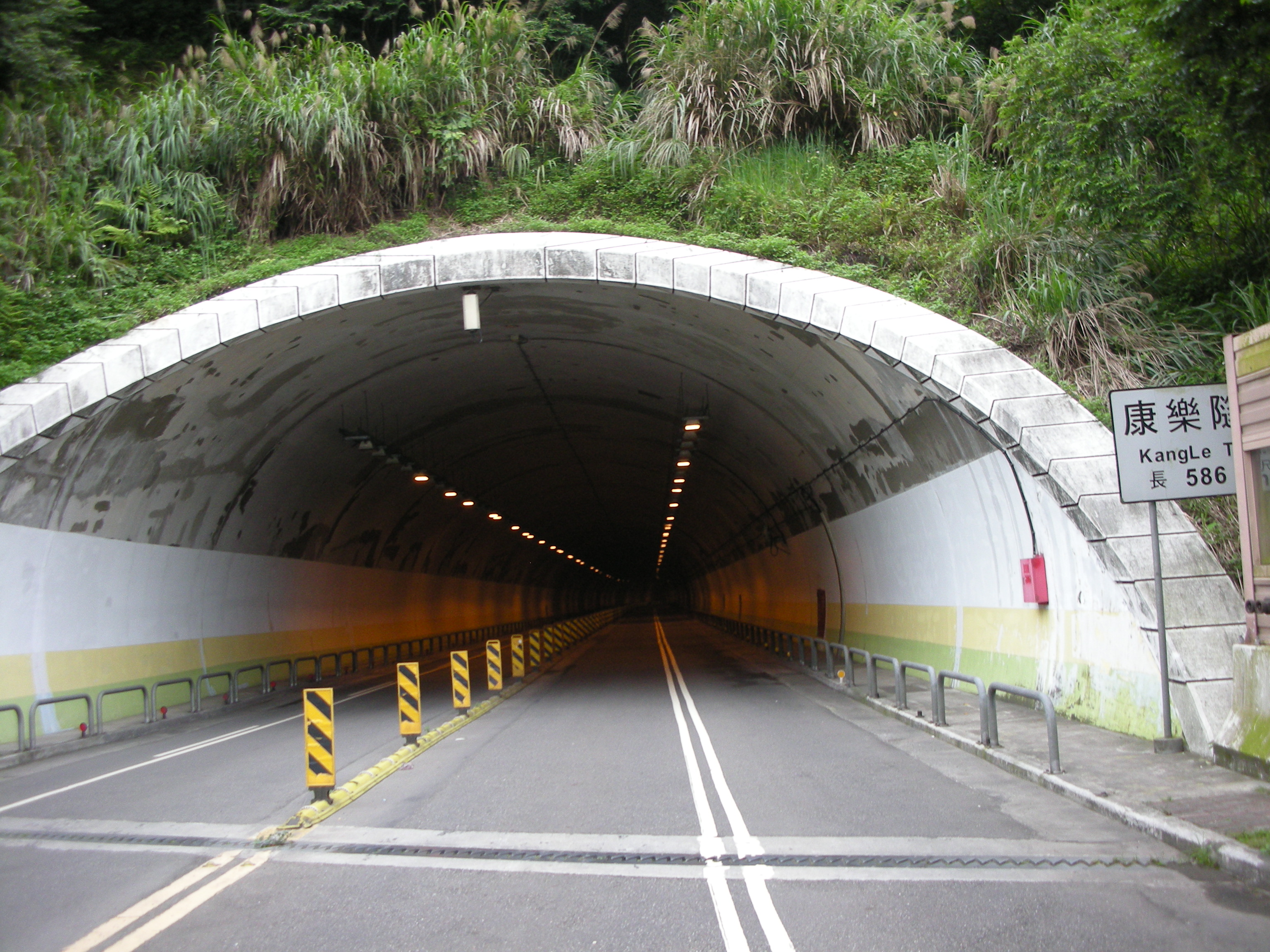
康樂隧道西端入口

康樂隧道（英語：KangLe Tunnel）是位於台灣台北市內湖區康湖路上三座隧道東段的一座公路隧道，位置靠近康樂街，「東湖地區聯外山區線道路新築工程」的一部分。台北市工務局新建工程處發包，中興工程顧問公司設計，聯合大地工程顧問公司監造，力山環境科技公司環境監測，林同棪工程顧問公司營建管理，福清營造公司施工。隧道全長586公尺，是三座隧道中最長的一座。2006年1月20日貫通，2006年12月6日通車。

## 基本資料
- 隧道設計：單孔雙向。
- 橫坑：無
- 最高速限：50Km/h
- 標線規劃：各設一混合車道，一機慢車專用道（與自行車共用）。
- 行人專用道：設於隧道內左右兩側。